# エフゲニー・ムラヴィンスキー
エフゲニー・アレクサンドロヴィチ・ムラヴィンスキー（エヴゲーニイ・アレクサーンドロヴィチ・ムラヴィーンスキイ；ロシア語:Евге́ний Алекса́ндрович Мрави́нский；ラテン文字転写の例:Evgeny Aleksandrovich Mravinsky、1903年6月4日 - 1988年1月19日）は、ロシアの指揮者。20世紀におけるソ連・ロシア・東側諸国指揮界の第一人者であり、20世紀有数の指揮者のひとりに挙げられる。レニングラード国立音楽院教授。

## 人物・来歴
- 1903年 - 帝政期サンクトペテルブルクにて、非常に高い地位を有する貴族であり枢密顧問官を務めた法律家の父と、歌手であり音楽に対し造詣の深い母との間に誕生。また、父方の伯母であるエヴゲーニャ・ムロヴィンスカヤも有名なソプラノ歌手であった。
- 1909年 - 6歳の時からピアノを学びはじめる。
- 1917年 - ロシア革命により一家は財産を没収され、アパート一室の雑居生活を強いられる。
- 1920年 - ペトログラード大学理学部に入学し、生物学を専攻する。同年に父親が死去（父親はこのアパート一室の生活に耐えられず、心労のあまり倒れた）。生活費捻出のためにマリインスキー劇場のパントマイムの端役を務める。
- 1922年 - マリアンナ・シュワルクと結婚。
- 1924年 - レニングラード音楽院に入り直し、作曲をウラジミール・シチェルバコフ、指揮法をアレクサンドル・ガウクとニコライ・マルコに学んだ。
- 1931年 - レニングラード音楽院を卒業。マリインスキー劇場（当時の名称はレニングラード・バレエ・アカデミー・オペラ劇場）で指揮者デビューを果たし、以後1938年までこの職にとどまる。また、初めてレニングラード・フィルハーモニー交響楽団に招待され指揮をする。
- 1934年 - レニングラード・フィルハーモニー交響楽団で定期的な客演を開始する。
- 1937年 - ショスタコーヴィチの交響曲第5番を初演。
- 1938年 - オリガ・アレクセーエヴナ・カルポーヴァと再婚。
- 1938年 - 全ソ指揮者コンクールで優勝。このときの審査員に「彼は我々の文化の中で最高の天才のひとり」と賞される。この優勝により、すぐにレニングラード・フィルハーモニー交響楽団の常任指揮者に就任。以後、半世紀にわたってこの地位に君臨する。
- 1946年 - スターリン賞受賞。
- 1954年 - 人民芸術家の称号を授与される。
- 1960年 - インナ・ミハイロヴナ・セリコーヴァと三度目の結婚。
- 1961年 - レーニン賞受賞。後にレーニン勲章も受章した。
- 1964年 - 妻インナ・ミハイロヴナ・セリコーヴァ死去。
- 1967年 - アレクサンドラ・ミハイロヴナ・ヴァヴィーリナと四度目の結婚。
- 1973年 - 社会主義労働英雄の称号を授与される。
- 1973年 初来日。以後、1975年、1977年、1979年と、合計4回の来日を果たす。
- 1977年 - アルトゥール・ニキシュ賞を受賞。ドイツ人以外では初めての受賞。
- 1978年 - ウィーン楽友協会の名誉会員に選ばれる。
- 1984年 - ショスタコーヴィチの交響曲第12番を録音。これ以後は一切の録音を認めなかった。
- 1988年 - レニングラードにて死去。84歳没。

## レニングラード・フィルの常任指揮者として
1938年、ムラヴィンスキーはレニングラード・フィルの常任指揮者に就任。士気が低迷していたオーケストラの立て直しに着手する。
- 1941年の独ソ戦開戦後、オーケストラとともにシベリアのノヴォシビルスクに疎開したが、その間も慰問演奏などで膨大な回数の指揮を精力的にこなしている。
- 1946年、プラハの春音楽祭への出演という形で外国公演を始める。このときにチェコ・フィルハーモニー管弦楽団と共演し、録音も残している。これは、ムラヴィンスキーにとって生涯唯一となるロシア以外のオーケストラとの共演であった。
- 西側にまでその名声が及んだのは1956年にモーツァルト生誕200年祭でウィーンを訪れたのがきっかけであった。以後約25年に渡って約30回もの外国公演を行っている。
- 1960年に一度だけイギリス公演を行っている。その際にチャイコフスキーの交響曲第4番を録音。まもなくオーストリアへ渡り、ウィーン楽友協会ホールでチャイコフスキーの交響曲第5番と第6番（悲愴）を録音した。また、このとき壇上における威厳のある振る舞いと超絶的パフォーマンス、その長身痩躯の風貌から「ロシアンクレンペラー」の異名を得る。
- 1938年から1961年にかけては度々スタジオ録音を行っていたが、1961年に行われたショスタコーヴィチ交響曲第12番のスタジオ録音以後は、機会を限ったライブ録音や、演奏会前の通しリハーサルの録音が中心となる。
- 1962年に一度だけアメリカ公演を行っている。
- 1973年に初の来日公演を行う。以降1975年、1977年 、1979年に来日公演を行う。
- 1984年4月にショスタコーヴィチ交響曲第12番をライブ録音。第4楽章で振り間違いを起こしており、ムラヴィンスキーはこの件で自身の完璧主義に危機感を覚えたのではないかとされている。以後一切の録音を認めず、この第12番が最後の録音となった。しかし演奏活動からの引退はしなかった。
- 1987年3月6日のシューベルト未完成交響曲とブラームス交響曲第4番が最後の演奏会となる。この演奏会後もショスタコーヴィチの交響曲のスコアを読み込むなど演奏会への意欲を示していたが、再び舞台に上がることはかなわなかった。

ムラヴィンスキーが常任指揮者在任期間中、レニングラード・フィル以外のオーケストラに客演した例は、上記のチェコ・フィル以外にソビエト国立交響楽団（現ロシア国立交響楽団）等との極稀な共演のみである。

## 芸格とエピソード

### 人物像
若い頃は作曲家を志しピアノ曲を中心に作曲もしたが、作曲家への道は断念した。ムラヴィンスキーは自身が貴族階級出身であったため、革命後の共産主義国家で作曲家になることは難しいと考えたのではないかとアレクサンドラ夫人は述べている（毎日新聞）が、断念した実際の理由は不明である。
ムラヴィンスキーは長身痩躯で非常に舞台栄えが良く、厳しい楽曲解釈と相まって聴衆を酔わすことが出来るカリスマ性の持ち主であった。また指揮の技術にも秀でており、晩年には指揮棒を使わず、繊細な手の動きと視線によってオーケストラをコントロールする姿を演奏会やリハーサルの映像で見ることが出来る。
50年間に渡りムラヴィンスキーの薫陶を受け続けたレニングラード・フィルとの数々の演奏は、トスカニーニを思わせるムラヴィンスキーの厳密なスコア解釈、テンポ設定を高度なアンサンブルによってレニングラード・フィルが手足の如く表現するという非常にレベルの高いものであり、消え入りそうなピアニッシモから雷鳴の様なフォルティッシモに至るまで一糸乱れぬ演奏は西側でも非常に高く評価されていた。
指揮者として人生の大部分に当たる約50年間にわたりレニングラード・フィルハーモニーの常任指揮者の地位を務め、国家的にも重要なポストを占めたが、生涯を通じて旧ソビエト指導部に対して強い疑念と反感を持ち続け、ソビエト共産党員になることはなかった。
ソビエト共産党政府がアレクサンドル・ソルジェニーツィンへの弾劾決議文を文化人に求めた際、当局の強硬な姿勢にショスタコーヴィチらは嫌々署名したが、ムラヴィンスキーは「彼の本は国内で発禁処分にされており、私は読むことができない」との理由で署名を拒否した。また、外国からの楽器購入の際「なぜ母国の楽器を買わないのか」と政府に追及されたが、「良い演奏をするためには外国産でないとダメだ」と突っぱねている。
ニューヨーク公演でレニングラード・フィルの団員が亡命騒ぎを起こした時、「君の楽団の団員が逃げたのは君の監督不行き届きではないか」と糾弾する党政府に対し、ムラヴィンスキーは決然と「（私の楽団から逃げたのではなく）あなたの党から逃げたのだ」と言い放つなど、ソビエト共産党政府に対して剛直な姿勢を取り続けた。共産党政府側も、ムラヴィンスキーの国際的な名声もあって迂闊に手が出せなかった。
ムラヴィンスキーは最晩年に心臓を患ったが、国内では治療不可能と診断され、ウィーンで手術を受けた。その際の費用は夫人が驚くほどの高額なものであったが、その全額をウィーン楽友協会が負担するなど、西側諸国でも、ムラヴィンスキーは名指揮者として尊敬された。
生前は西側諸国に登場する機会が限られていたが、死後、録音や映像が大量に発見され、再評価が進んでおり、ムラヴィンスキーの名声は現在においても衰えることがない。
余暇は、ステップや森林を何日も散策したり釣りや川遊びを楽しんだりした。
生き物を愛し、家の中に虫がいても殺さずに優しく外に放つほどであった。
初来日の際に天ぷらを食べたときは、箸がうまく使えずフォークを使った。「指揮棒のようにはいきませんね」と言われたところ、すかさず「だって、指揮棒は一本だよ」と答えて周囲の笑いを誘うなど、人を魅了するユーモアセンスの持ち主でもあり、私生活ではムラヴィンスキーのまわりには笑いが絶えなかったという。

### リハーサル
その厳格なリハーサルは伝説的ともいわれ、妥協なき完全主義を徹底したゆえに長大な時間を費やした。特にムラヴィンスキーが重視したのは楽器ごとの練習で、レニングラード・フィル就任後から始まった。就任当初は楽団員の猛烈な反発を招いたが、ムラヴィンスキーは決して妥協せず、オーケストラのレベルを世界のトップレベルにまで向上させていった。その凄さは、来日のときの日本側関係者が「あんなうまいオーケストラに、ここまでさせるとは」と団員に同情するほどであったという。この厳しい姿勢は最後まで崩さなかった。
BBCがムラヴィンスキーの特別番組を放送した中に、旧レニングラード・フィルのヴァイオリン奏者が語ったムラヴィンスキーの仕事ぶりを示す象徴的なエピソードがある。それは、ブルックナーの交響曲第7番のリハーサルの話である。
「ムラヴィンスキーはオーケストラのメンバーが完璧だと思っても満足せずに、家でスコア研究をし尽くし、メンバー全員にぎっしりと書き込みで埋まった楽譜を配布した。通しリハーサルの日は何度も何度も繰り返し細かい要求に応えなければならず体力的に厳しかった。忘れられない一日となった。最後の通しリハーサルのときはあまりにも完璧で信じられない演奏となり、そのクライマックスではまるでこの世のものではないような感覚に襲われた。しかし、最も信じ難いことは、ムラヴィンスキーがこの演奏の本番をキャンセルしてしまったことであった。その理由は『通しリハーサルのように本番はうまくいくはずがなく、あのような演奏は二度とできるはずがない』というものであった」
このような厳しい通しリハーサルを、演奏頻度が多かったチャイコフスキーの5番やショスタコーヴィチの5番のときでさえ、少なくとも10回は行ったという。
これもBBCの番組内でのインタビューで、ある旧レニングラード・フィルの女性奏者が以下のように語っている。
「ムラヴィンスキーは演奏家としての私の人生に大きな影響を与えた人です。私はレニングラード・フィルに入団した時点では、ただ他人よりうまくヴァイオリンを弾けるというだけの人間でした。しかし、ムラヴィンスキーの指揮の下で演奏できたことにより、初めて本物の音楽家になれたように思えます」
なお、リハーサルの様子は、近年発売された録音や映像で確認することができる。

### 録音
録音についてはいろいろ矛盾した側面を持っていた。マイクの存在と録音作業そのものを嫌い、演奏会前は「マイクを全て撤去しろ」と要求したり、録音終了後「全て消去しろ」と述べたりし、関係者を困らせたりしたかと思えば、録音予定のない比較的満足のいった演奏会終了後「今日の録音はうまくいったか？」と尋ねてみたりしたこともあるという。
また、彼はスタジオ録音を嫌い、ムラヴィンスキーの録音の多くは、演奏会のライブ録音や、演奏会前の通しリハーサルの録音である。
生前は、その名声のわりには発売された録音の量は非常に限られており、死後様々な録音が続々と発見され日の目を見た。

## 日本との関係
レニングラード・フィルは1958年に初来日を果たすが、ムラヴィンスキーは病気のために同行できなかった。1970年はムラヴィンスキーに出国許可が下りず（表向きは急病とされる）、代役でスヴャトスラフ・リヒテルが初来日している。
1973年になってリヒテルの代役としてようやく初来日が実現した。飛行機嫌いのため、シベリア鉄道と船を長期間乗り継いでの来日であった。ムラヴィンスキーは当初、遙か遠方の日本まで足を運ぶことをあまり快く思っていなかったとされるが、迎える側の献身もあり、ムラヴィンスキーは日本に対して非常に強い好感を抱き、文化、習慣をはじめカレーライスや餃子を食べるまでに至り、遂には「はじめ、文化果てる国に行くのだと思ったが、来日したら、ロシアのほうが最果てだと思った」とのコメントを残している。
また、広島の厳島神社を訪れた際、「日本は11世紀からの文化を残していて素晴らしい。ロシアは革命で古い教会や貴族の屋敷、美しいイコンを破壊してしまった。教養のない政府の国は滅ぶだろう」と悲しそうに語っている。
1973年5月26日の東京公演の模様はNHKによりラジオでの生放送とテレビ放送が行われた。ムラヴィンスキーの死後、ラジオ放送のための音源が発見されCDで発売され話題となったが、映像の方は未だ見つかっていない。
その後は、1975年、1977年、1979年と、3回の来日を果たしている。この３回の来日公演はNHKによる収録は行われなかったが、レニングラードフィルの団員の依頼を受けた日本の聴衆によって行われた録音が、ムラヴィンスキーの死後、夫人の許可を得て発売された。
1981年、1986年にも来日が予定されていたが、それぞれ出国の不許可、体調不良により断念した。1981年の来日断念に関しては、1979年の来日時にレニングラード・フィルの楽団員から亡命者が2名出たことで、もともと党との関係が良好でなかったムラヴィンスキーの立場がさらに悪化したことと、日本のモスクワオリンピックボイコットによるソ連当局の悪感情が影響したためとされている。尚、1986年の来日公演は1973年以来の映像収録も予定されていた（代役のマリス・ヤンソンスの指揮による公演が代わりに収録された）。

## 代表的なレパートリー
ムラヴィンスキーの活動の初期のレパートリーは広いものであったが、晩年になるにつれ、自身の得意な演目に限定していくようになっていった。

### ショスタコーヴィチ
ムラヴィンスキーはショスタコーヴィチと親交を結んでおり、1937年に交響曲第5番を初演して以来、多くの曲を初演した（第6・8・9・10・12番等）。うち第8番はムラヴィンスキーに献呈されている。第二次大戦中ショスタコーヴィチが悲痛な運命を描いた交響曲第8番で当局の不興を買って窮地に陥った際、交響曲第5番を積極的にプログラムに取り入れたムラヴィンスキーが聴衆の感動を誘い、ショスタコーヴィチの立場を救ったという逸話も残されている。ムラヴィンスキーが生涯を通じて二番目に演奏回数が多かったのは交響曲第5番であった。
ショスタコーヴィチとの関係は、第13番の初演をムラヴィンスキーが断ったことで、いったん切れてしまう。初演を断った理由としては、当時、妻が不治の病を患っており、ムラヴィンスキーが強い心痛を抱いていたことや、曲に強い政治性を感じたことなどがあるといわれる。しかしその後二人の関係は回復し、世界初演こそしなかったものの、第15番はムラヴィンスキーの手によってレニングラード初演された。
録音に関しては、交響曲全集を残しておらず第5・6・7・8・10・11・12・15番のみである。声楽付きの交響曲は録音だけでなく、演奏記録も残っていない。そのほとんどがライブ録音であるが、第15番以外はスタジオ録音が残されている。また、自身の出身地であり活動拠点でもあった「レニングラード」の名を冠した第7番は1953年に一度スタジオでモノラル録音したのみで、以後はライブも含めて録音しなかった。第9番はムラヴィンスキーが初演したものの、すぐにレパートリーから外され、録音も現在確認されていない。
交響曲以外にも、ヴァイオリン協奏曲第1番をオイストラフと、チェロ協奏曲第1番をロストロポーヴィチと共演し、初演したり、オラトリオ「森の歌」も初演した。

### チャイコフスキー
1956年および1960年にドイツ・グラモフォンにより録音されたチャイコフスキーの交響曲が有名である。1956年には交響曲第5番、第6番をモノラルで、1960年には第4～6番の3曲をステレオでレコーディングしている。特に1960年の録音はムラヴィンスキーとレニングラードフィルのコンビの実力を西側諸国にも知らしめた名盤とされており、幾度も再発売されている。後期の3交響曲は演奏頻度が高く、数多くのライヴ録音が残されている。特に交響曲第5番はムラヴィンスキーが生涯を通じて最も多く演奏した曲目であり、ムラヴィンスキーの演奏活動のほぼ全年代にわたる録音が部分録音を含め18種と大量に残されており、ムラヴィンスキーの解釈の変遷をたどることができる。
他にも幻想曲『フランチェスカ・ダ・リミニ』や『くるみ割り人形』、『イタリア奇想曲』、『眠れる森の美女』、『弦楽セレナーデ』等の録音も残している。
また、ピアノ協奏曲第1番はリヒテル他、有名ソリストと共演した録音が残されている。

### その他のロシア音楽
ショスタコーヴィチ、チャイコフスキー以外のロシアものとしては、超高速テンポで演奏されたグリンカの「ルスランとリュドミラ」序曲が有名である。また、プロコフィエフの作品では、交響曲第6番を初演し定期的にプログラムに取り込んだり、ロメオとジュリエット（第２組曲）の録音を残したりしている。さらに、アラム・ハチャトゥリアンの交響曲第3番を初演し録音している。幼少の頃親交があったグラズノフの交響曲第4番や交響曲第5番、組曲「ライモンダ」等の作品、ムラヴィンスキーが高く評価していたサルマノフの交響曲全集も完成させたり、スクリャービンの法悦の詩、ストラヴィンスキーのバレエ音楽「ミューズの神を率いるアポロ」、ムソルグスキーの「モスクワ河の夜明け」やリャードフの「ババ・ヤガ」等の作品もレパートリーに含むなど現代物にも精力的であった。

### その他のレパートリー
ムラヴィンスキーはロシア音楽の大家であったが、ベートーヴェン、モーツァルト、ブラームス、シューベルト、ワーグナー、ブルックナー等のドイツ系のレパートリーもムラヴィンスキーのレパートリーの中核を成すものである。
ベートーヴェンの交響曲は1番から7番までの録音が残されており、特に第4番はムラヴィンスキーが最も多く取り上げたベートーヴェンの作品で、演奏は評価が高い。
モーツァルトの交響曲は33番や39番を好んで取り上げた。
ブラームスは交響曲全集の録音が残されている。特に第４番は演奏頻度が高く、ムラヴィンスキーが最後に指揮したのもこの曲であった。
シューベルトは交響曲第7番「未完成」の演奏頻度が高く、来日公演での演奏は、ファンの間で伝説となっている。
ほかにもハイドンやウェーバー、ベルリオーズ、ドビュッシー、リヒャルト・シュトラウス、シベリウス、ラヴェル、バルトーク、ストラヴィンスキー、オネゲル、ヒンデミット等の録音も残っている。

## 映像
- DVD「エフゲニー・ムラヴィンスキー」
ブラームス交響曲第4番（全曲・リハーサル・インタビュー）、チャイコフスキー交響曲第5番（全曲・リハーサル・インタビュー）、ショスタコーヴィチ交響曲第5番（全曲・インタビュー）、ショスタコーヴィチ交響曲第8番（全曲・インタビュー）
- DVD「エフゲニー・ムラヴィンスキーII」
ベートーヴェン交響曲第4番（全曲・リハーサル・インタビュー）、ブラームス交響曲第2番（全曲・リハーサル・インタビュー）、ウェーバー「オベロン」序曲（全曲）、シューベルト交響曲第8番「未完成」（全曲）、チャイコフスキー「くるみ割り人形」（抜粋）、チャイコフスキー幻想曲「フランチェスカ・ダ・リミニ」（全曲）、ショスタコーヴィチ交響曲第12番（全曲）、サルマーノフ交響曲第2番（全曲）
- DVD「ムラヴィンスキーとレニングラード・フィル50年の歴史」
ブラームス交響曲第2番、ショスタコーヴィチ交響曲第5番、ショスタコーヴィチ交響曲第8番、ベートーヴェン交響曲第4番、ブラームス交響曲第4番、チャイコフスキー交響曲第5番（以上全て断片、練習、レコーディング風景）
- DVD「ソヴィエト・ロシアン・アリストロクラット」
「ムラヴィンスキードキュメンタリー」、ウェーバー「オベロン」序曲（全曲）、チャイコフスキー幻想曲「フランチェスカ・ダ・リミニ」（全曲）
- DVD「ムラヴィンスキー / チャイコフスキー交響曲第5番」（1982年）

## 作品
1920年代に下記の音楽作品を残しており、近年日本の演奏家により録音された。
- 室内楽：夜想曲（ヴァイオリンとピアノ）、フルート、ヴァイオリン、ファゴットのための組曲
- ピアノ曲：タンゴ、フォックス・トロット、メヌエット、小アダージョ、4つの前奏曲、ピアノ組曲、前奏曲と7つのフーガ
- 歌曲：満ちたりし我が心

以下の作品は、現在まだ録音されていない。
- バレエ音楽：『ティル・オイレンシュピーゲル』
- 合唱、チェロ、トロンボーンとティンパニのための断章